# University of Colorado Boulder Women's Volleyball
La University of Colorado Boulder Women's Volleyball è la squadra di pallavolo femminile appartenente alla University of Colorado Boulder,  con sede a Boulder (Colorado): milita nella Big 12 Conference della NCAA Division I.

## Storia
La squadra di pallavolo femminile della University of Colorado Boulder viene fondata nel 1986. Il primo allenatore del programma è Brad Saindon, che resta in carica per tre anni. Gli subentra Mike McLean, che centra la prima qualificazione alla post-season durante la sua prima stagione, prima di essere sostituito nel corso della seconda dal rientrante Saindon, al timone delle Buffaloes fino al 1996, vincendo due edizioni della Big Eight Conference e raggiungendo altrettante volte le Sweet Sixteen.
Dal 1997 al 2008 al timone del programma c'è Pi'i Aiu, ottenendo otto qualificazioni al torneo NCAA, issandosi fino alla semifinale regionale del 1997. Nei sette anni successivi ad allenare le Buffaloes è Liz Kritza, senza andare oltre due qualificazioni alla post-season, chiuse al secondo turno. Nel 2016 la squadra viene affidata a Jesse Mahoney.

## Record
| Piazzamento          |    | Edizione                                                                   |
| -------------------- | -- | -------------------------------------------------------------------------- |
| Tornei NCAA          | 21 | Sweet Sixteen: 4 1993, 1994, 1997, 2017                                    |
| Tornei NCAA          | 21 | Secondo turno: 7 1996, 1998, 2000, 2001, 2006, 2013, 2014                  |
| Tornei NCAA          | 21 | Primo turno: 10 1989, 1991, 1992, 1995, 1999, 2003, 2004, 2005, 2018, 2022 |
| Titoli di conference | 2  | Big Eight Conference: 2 1992, 1993                                         |

## Conference
- Big Eight Conference: 1986-1995
- Big 12 Conference: 1996-2010
- Pac-12 Conference: 2011-2023
- Big 12 Conference: 2024-

## All-America

### First Team
- Taylor Simpson (2014)

### Second Team
- Alexa Smith (2017)

### Third Team
- Ashley Nu'u (2006)
- Naghede Abu (2018)

## Allenatori
- Brad Saindon: 1986-1988
- Mike McLean: 1989-1990
- Brad Saindon: 1990-1996
- Pi'i Aiu: 1997-2008
- Liz Kritza: 2009-2015
- Jesse Mahoney: 2016-